# Enrico IV
Enrico IV és una film dramàtic italià de 1984 dirigit per Marco Bellocchio. És basat en la tragèdia Enric IV del 1921 de Luigi Pirandello i té música d'Astor Piazzolla. Va ser inscrita al 37è Festival Internacional de Cinema de Canes.

## Sinopsi
El marquès de Nolli, amb la seva xicota Frida, la psiquiatra Matilde, mare de Frida i Belcredi, el seu company, van al castell on el seu oncle es va tancar boig fa vint anys, convençut, després d'una caiguda durant un passeig disfressat on estaven presents Matilda i Belcredi, de ser l'emperador del Sacre Germànic Enric IV d'Alemanya. Allà és mantingut per la seva germana i per Di Nolli amb criats i mobiliari, fent-li creure que es trobava realment a l'Edat Mitjana, incloses les visites de prostitutes amb les quals Enrico conversava i amb les quals presumiblement va tenir nombrosos fills. Cada any, quan cau la neu, Enrico es posa l'hàbit del penitent i s'agenolla davant la finestra del castell de Matilde a Canossa per obtenir el perdó del papa, que és negat, desencadenant la seva fúria. Però no es pot fer d'una altra manera perquè un any va intentar perdonar-lo, però això l'havia enfurismat encara més.
Durant el viatge, la psiquiatra, fullejant un àlbum de fotos, qüestiona la Matilde per què havia optat per disfressar-se d'Enric IV. La dona respon que, fent-se dir Matilde, hauria suplantat a la comtessa Matilde de Canossa: com que, de jove, li va pagar una cort desenfrenada, però, despertant només riures i burles dels altres del grup. Di Nolli, en canvi, està de dol perquè la seva mare ha mort recentment, visita Enric en la creença que estava a punt de recuperar-se. La seva presència al castell és, doncs, per fer l'últim intent de recuperar l'Enric.
Un cop al castell, encapçalats pels criats, la companyia comença a disfressar-se, el psiquiatre de missatger papal, Belcredi d'humil frare al seu seguici i Matilde de sogra de l'emperador, que acull de mala gana els convidats. La psiquiatra idea un contra-trauma per poder recuperar l'Enrico: consistiria, després d'haver pretès marxar, a disposar Frida i Di Nolli en lloc dels dos grans llenços de la sala del tron, i a les deu a vuit, quan Enric entri a l'habitació, la Frida començarà a cridar-lo, aleshores el gran canelobre s'il·luminarà amb bombetes, per tal de commoure Enric que, col·locant Frida i Matilde a prop seu, hauria de tornar al seu sentits.
Però ni ells ni els criats del castell saben que l'Enric ha recuperat el seny fa un temps i ha continuat deliberadament aquesta comèdia per diversió, per una mena de venjança contra qui abans ja l'havien dit boig.

## Repartiment
- Marcello Mastroianni com a Enric IV
- Claudia Cardinale com a Matilda
- Leopoldo Trieste com a psiquiatre
- Paolo Bonacelli com a Belcredi
- Gianfelice Imparato
- Claudio Spadaro
- Giuseppe Cederna
- Giacomo Bertozzi
- Fabrizio Macciantelli
- Luciano Bartoli com a jove Enric IV
- Latou Chardons com a jove Matilda / Frida